# Clay County (Missouri)
Das Clay County ist ein County im US-amerikanischen Bundesstaat Missouri. Im Jahr 2020 hatte das County 253.335 Einwohner und eine Bevölkerungsdichte von 246,7 Einwohnern pro Quadratkilometer. Der Verwaltungssitz (County Seat) ist Liberty.
Das Clay County ist Bestandteil der Metropolregion Kansas City.

## Geografie
Das County liegt im Nordwesten von Missouri, grenzt im Westen an Kansas und im Süden an den Missouri River. Es hat eine Fläche von 1059 Quadratkilometern, wovon 32 Quadratkilometer Wasserfläche sind. An das Clay County grenzen folgende Nachbarcountys:
|                           | Clinton County |            |
| Platte County             |                | Ray County |
| Wyandotte County (Kansas) | Jackson County |            |

## Geschichte

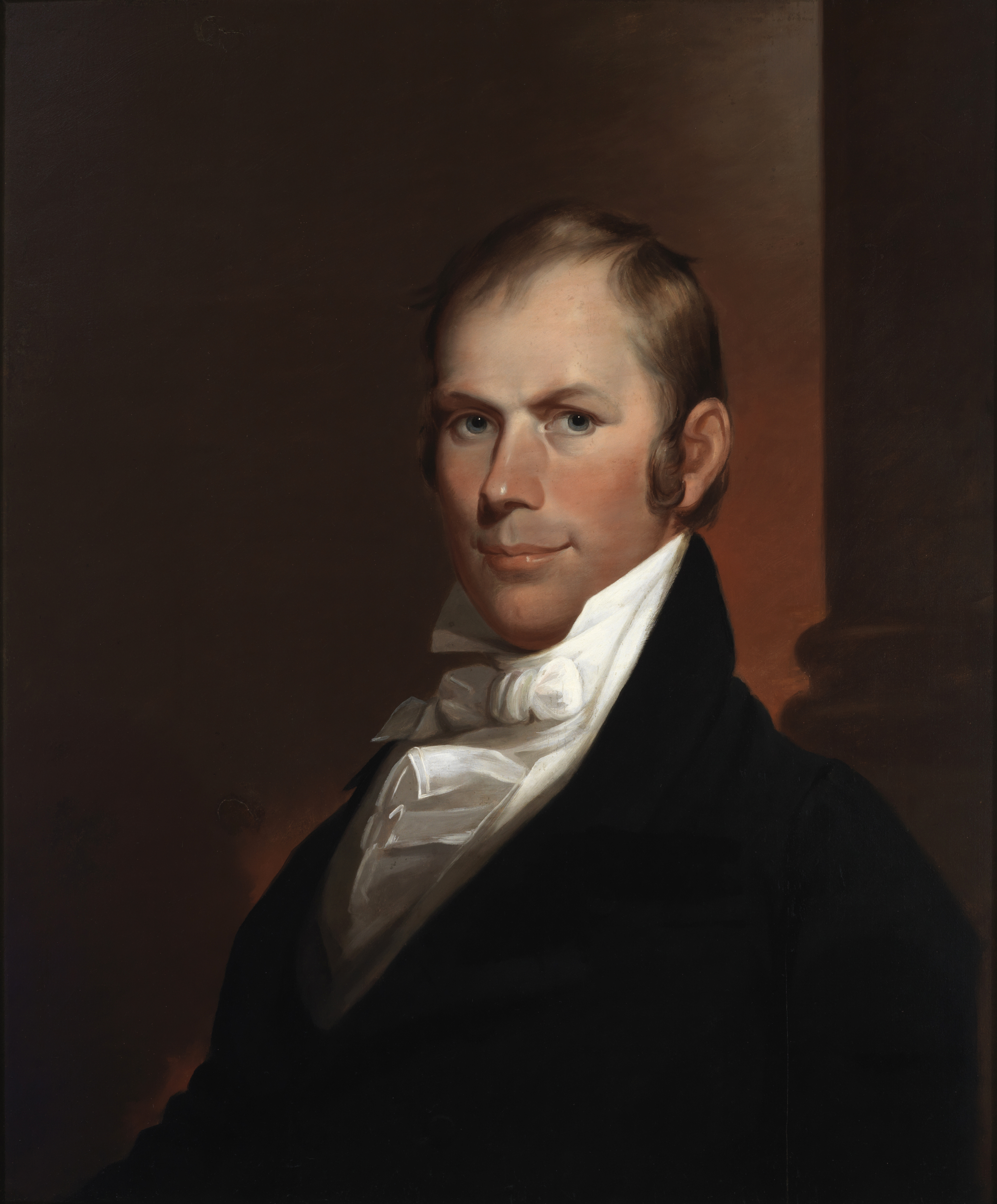
H. Clay

Das Clay County wurde am 2. Januar 1822 aus Teilen des Ray County gebildet. Benannt wurde es nach Henry Clay (1777–1852) aus Kentucky, einem Mitglied des Repräsentantenhauses, des Senats sowie Außenminister der Vereinigten Staaten.

Ein Ort hat den Status einer National Historic Landmark, die Watkins Mill. 39 Bauwerke und Stätten des Countys sind insgesamt im National Register of Historic Places eingetragen (Stand 5. Februar 2018).

## Demografische Daten

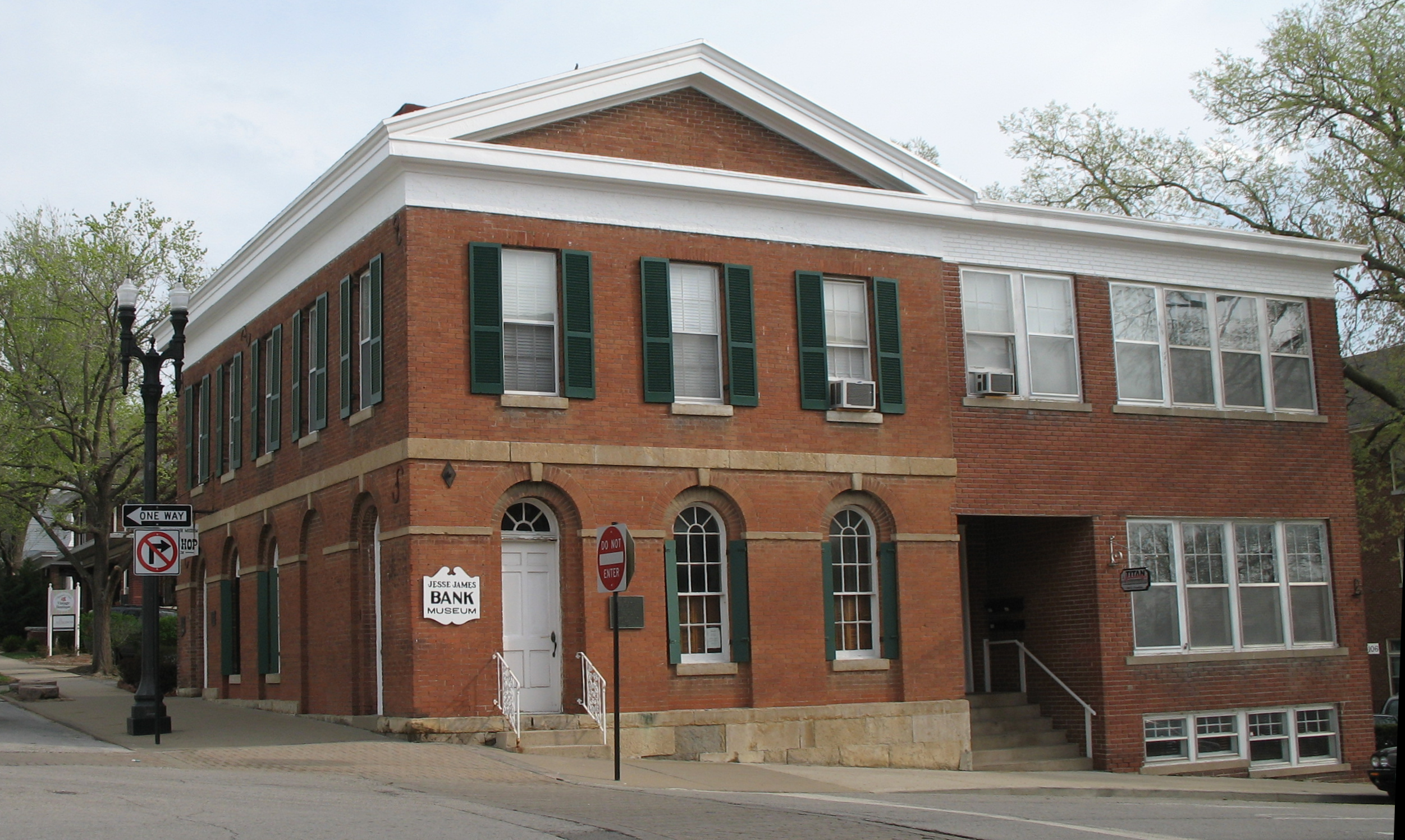
Das Clay County Savings Association Building, seit 1992 im NRHP gelistet

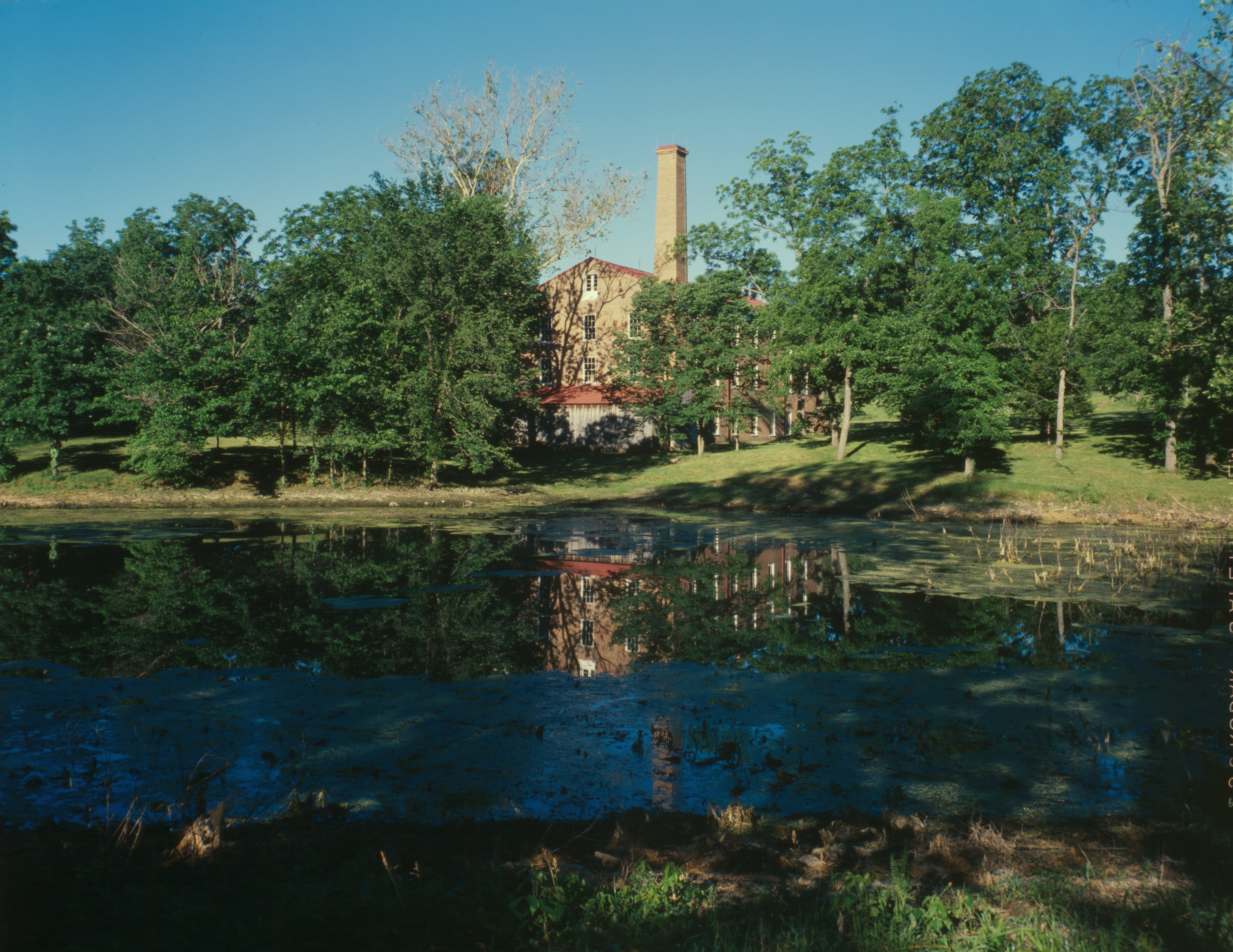
Watkins Mill bei Excelsior, seit 1966 im NRHP gelistet

Nach der Volkszählung im Jahr 2010 lebten im Clay County 221.939 Menschen in 86.431 Haushalten. Die Bevölkerungsdichte betrug 216,1 Einwohner pro Quadratkilometer. In den 86.431 Haushalten lebten statistisch je 2,48 Personen.
Ethnisch betrachtet setzte sich die Bevölkerung zusammen aus 87,5 Prozent Weißen, 5,2 Prozent Afroamerikanern, 0,5 Prozent amerikanischen Ureinwohnern, 2,1 Prozent Asiaten sowie aus anderen ethnischen Gruppen; 2,7 Prozent stammten von zwei oder mehr Ethnien ab. Unabhängig von der ethnischen Zugehörigkeit waren 5,9 Prozent der Bevölkerung spanischer oder lateinamerikanischer Abstammung.
25,2 Prozent der Bevölkerung waren unter 18 Jahre alt, 63,7 Prozent waren zwischen 18 und 64 und 11,1 Prozent waren 65 Jahre oder älter. 51,2 Prozent der Bevölkerung war weiblich.

Das jährliche Durchschnittseinkommen eines Haushalts lag bei 57.983 USD. Das Prokopfeinkommen betrug 27.828 USD. 7,9 Prozent der Einwohner lebten unterhalb der Armutsgrenze.

## Ortschaften im Clay County
Citys
| - Avondale - Excelsior Springs1 - Gladstone - Glenaire - Holt2 | - Kansas City3 - Kearney - Lawson1 - Liberty - Missouri City | - Mosby - North Kansas City - Pleasant Valley - Smithville4 - Sugar Creek5 |

Villages
| - Birmingham - Claycomo - Excelsior Estates1 | - Oaks - Oakview - Oakwood | - Oakwood Park - Prathersville - Randolph |

Unincorporated Communities
| - Arley - Barry - Chandler - Crescent Lake - East Kansas City - Ectonville | - Excelsior Springs Junction - Gashland - Greenville - Harlem - Maple Park - Miltondale | - Minneville - Nashua - Northern Heights - Northmoor - Oakwood Manor - Paradise | - Roosterville - South Liberty - Stockdale - Winner - Winnwood Gardens - Woodhill |

1 – teilweise im Ray County

2 – teilweise im Clinton County

3 – teilweise im Cass, Jackson und im Platte County

4 – teilweise im Platte County

5 – teilweise im Jackson County

## Gliederung
Das Clay County ist in sieben Townships eingeteilt:
| Township               | Einwohner (2010) | FIPS     |
| ---------------------- | ---------------- | -------- |
| Chouteau Township      | 50.819           | 29-13780 |
| Fishing River Township | 11.042           | 29-24292 |
| Gallatin Township      | 68.393           | 29-26290 |
| Kearney Township       | 13.509           | 29-38090 |
| Liberty Township       | 56.978           | 29-42050 |
| Platte Township        | 16.470           | 29-58142 |
| Washington Township    | 4728             | 29-77308 |